# ان‌وای‌پی‌دی (مجموعه تلویزیونی)
ان‌وای‌پی‌دی (انگلیسی: N.Y.P.D.) مجموعه تلویزیونی آمریکایی است که از ۱۹۶۷ تا ۱۹۶۹ در شبکه ای‌بی‌سی پخش می‌شد. این مجموعه پلیسی جنایی با موضوع اداره پلیس نیویورک سیتی ساخته‌شده‌است. جک واردن، رابرت هوکس و فرانک کانورس در نقش کارآگاههای اداره پلیس نیویورک در این مجموعه بازی می‌کنند. از ان‌وای‌پی‌دی دو فصل و در مجموعه ۴۹ قسمت نیم ساعته ساخته شد.